# Copa Italia 2013-14
La Copa Italia fue la edición 67 del torneo. Se inició el 3 de agosto de 2013 y finalizó el 3 de mayo del siguiente año. La final se jugó por séptimo año consecutivo en el Estadio Olímpico de Roma.
El campeón fue el Napoli, por 5.ª vez en su historia, tras derrotar 3-1 a  Fiorentina.

## Sistema de juego
El sistema de juego es el mismo de las cinco ediciones anteriores. Participan los 20 equipos de la Serie A, más los 22 de la Serie B, añadiéndose 27 equipos de la Liga Pro y 9 de la LND.

## Equipos participantes

### Serie A
| - Atalanta - Bologna - Cagliari - Catania | - Chievo Verona - Fiorentina - Genoa - Internazionale | - Juventus - Lazio - Livorno - Milan | - Napoli - Parma - Roma - Sampdoria | - Sassuolo - Torino - Udinese - Hellas Verona |

Los equipos en negrita clasificaron automáticamente a octavos de final.

### Serie B
| - Avellino - Bari - Brescia - Carpi - Cesena | - Cittadella - Crotone - Empoli - Juve Stabia - Latina | - Modena - Novara - Padova - Palermo | - Pescara - Reggina - Siena - Spezia | - Ternana - Trapani - Varese - Virtus Lanciano |

### Lega Pro
Primera División
| - AlbinoLeffe - Ascoli - Benevento - Cremonese - FeralpiSalò | - Frosinone - Gubbio - Grosseto - L'Aquila - Lecce | - Lumezzane - Nocerina - Paganese - Perugia - Pisa | - Pontedera - Pro Vercelli - Pro Patria - Salernitana - Savona | - Südtirol - Unione Venezia - Viareggio - Vicenza - Virtus Entella |

Segunda División
- Monza
- Teramo

### Serie D
| - Gualdo Casacastalda - Massese | - Matera - Ponte San Pietro-Isola | - Pordenone - Santhià | - Savoia - Termoli | - Torre Neapolis |

## Resultados

### Primera Ronda
3, 4 y 6 de agosto de 2013: Participan 27 equipos de la Lega Pro (25 de la Primera División y 2 de la Segunda División) y 9 de la Serie D quienes se eliminarán entre sí para obtener 18 clasificados a la Segunda Ronda.
| Equipo 1               | Resultado        | Equipo 2            |
| ---------------------- | ---------------- | ------------------- |
| Nocerina               | 0 - 2            | Pordenone           |
| Paganese               | 0 - 0 (3-4 pen.) | Pro Patria          |
| Perugia                | 0 - 1 (pró.)     | Savona              |
| AlbinoLeffe            | 4 - 1            | Torre Neapolis      |
| Virtus Entella         | 5 - 2            | Gualdo Casacastalda |
| Südtirol               | 2 - 0            | Matera              |
| Salernitana            | 0 - 3            | Teramo              |
| Pisa                   | 1 - 0            | Termoli             |
| Benevento              | 4 - 0            | Pontedera           |
| Cremonese              | 3 - 0            | Viareggio           |
| Frosinone              | 1 - 0            | L'Aquila            |
| Pro Vercelli           | 0 - 1            | Monza               |
| Ponte San Pietro-Isola | 2 - 0            | Ascoli              |
| Lecce                  | 3 - 0            | Santhià             |
| Gubbio                 | 3 - 0            | Savoia              |
| Vicenza                | 3 - 1            | FeralpiSalò         |
| Lumezzane              | 3 - 0            | Massese             |
| Grosseto               | 2 - 2 (6-5 pen.) | Unione Venezia      |

### Segunda Ronda
10 y 11 de agosto de 2013: Además de los 18 ganadores de la primera ronda se suman los 22 equipos de la Serie B. Esos 40 equipos se eliminarán entre sí para obtener 20 clasificados a la Tercera Ronda.
| Equipo 1        | Resultado        | Equipo 2               |
| --------------- | ---------------- | ---------------------- |
| Pescara         | 1 - 0            | Pordenone              |
| Spezia          | 4 - 2 (pró.)     | Pro Patria             |
| Cittadella      | 1 - 0            | Savona                 |
| Trapani         | 3 - 0            | AlbinoLeffe            |
| Padova          | 2 - 1            | Virtus Entella         |
| Empoli          | 5 - 1            | Südtirol               |
| Reggina         | 1 - 0            | Carpi                  |
| Crotone         | 2 - 0            | Latina                 |
| Brescia         | 3 - 1            | Teramo                 |
| Siena           | 4 - 1            | Pisa                   |
| Virtus Lanciano | 0 - 2            | Benevento              |
| Palermo         | 2 - 1            | Cremonese              |
| Modena          | 0 - 1            | Frosinone              |
| Avellino        | 1 - 0            | Monza                  |
| Cesena          | 4 - 1            | Ponte San Pietro-Isola |
| Ternana         | 2 - 4 (pró.)     | Lecce                  |
| Juve Stabia     | 3 - 0            | Gubbio                 |
| Varese          | 1 - 0            | Vicenza                |
| Bari            | 1 - 1 (4-3 pen.) | Lumezzane              |
| Novara          | 3 - 0            | Grosseto               |

### Tercera Ronda
17 y 18 de agosto de 2013: Además de los 20 ganadores de la segunda ronda ingresan 12 equipos de la Serie A para obtener 16 equipos que pasan a la Cuarta Ronda.
| Equipo 1       | Resultado        | Equipo 2      |
| -------------- | ---------------- | ------------- |
| Torino         | 1 - 2            | Pescara       |
| Spezia         | 2 - 2 (3-2 pen.) | Genoa         |
| Internazionale | 4 - 0            | Cittadella    |
| Trapani        | 1 - 0            | Padova        |
| Chievo Verona  | 2 - 0            | Empoli        |
| Reggina        | 1 - 0            | Crotone       |
| Bologna        | 1 - 0            | Brescia       |
| Livorno        | 0 - 1            | Siena         |
| Sampdoria      | 2 - 0            | Benevento     |
| Palermo        | 0 - 1            | Hellas Verona |
| Cagliari       | 1 - 2 (pró.)     | Frosinone     |
| Avellino       | 1 - 0            | Cesena        |
| Parma          | 4 - 0            | Lecce         |
| Juve Stabia    | 1 - 1 (3-4 pen.) | Varese        |
| Atalanta       | 3 - 0            | Bari          |
| Novara         | 1 - 3 (pró.)     | Sassuolo      |

### Cuarta Ronda
3, 4 y 5 de diciembre de 2013: los 16 ganadores de la Tercera Ronda se eliminarán entre sí para definir a los que pasarán a octavos.
| Equipo 1       | Resultado    | Equipo 2      |
| -------------- | ------------ | ------------- |
| Spezia         | 3 - 0        | Pescara       |
| Internazionale | 3 - 2        | Trapani       |
| Chievo Verona  | 4 - 1        | Reggina       |
| Bologna        | 1 - 2 (pró.) | Siena         |
| Sampdoria      | 4 - 1        | Hellas Verona |
| Avellino       | 2 - 1        | Frosinone     |
| Parma          | 4 - 1        | Varese        |
| Atalanta       | 2 - 0        | Sassuolo      |

## Fase final
|  | Octavos de final | Octavos de final |   |            | Cuartos de final | Cuartos de final |  |         | Semifinales | Semifinales | Semifinales | Semifinales |  |            | Final | Final |
|  |                  |                  |   |            |                  |                  |  |         |             |             |             |             |  |            |       |       |
|  | Milan            | 3                |   |            |                  |                  |  |         |             |             |             |             |  |            |       |       |
|  | Spezia           | 1                |   |            |                  |                  |  |         |             |             |             |             |  |            |       |       |
|  | Spezia           | 1                |   | Milan      | 1                |                  |  |         |             |             |             |             |  |            |       |       |
|  |                  |                  |   | Milan      | 1                |                  |  |         |             |             |             |             |  |            |       |       |
|  |                  | Udinese          | 2 |            |                  |                  |  |         |             |             |             |             |  |            |       |       |
|  | Udinese          | Udinese          | 2 | 1          |                  |                  |  |         |             |             |             |             |  |            |       |       |
|  | Udinese          |                  |   | 1          |                  |                  |  |         |             |             |             |             |  |            |       |       |
|  | Internazionale   | 0                |   |            |                  |                  |  |         |             |             |             |             |  |            |       |       |
|  | Internazionale   | 0                |   |            |                  |                  |  | Udinese | 2           | 0           | 2           |             |  |            |       |       |
|  |                  |                  |   |            |                  |                  |  | Udinese | 2           | 0           | 2           |             |  |            |       |       |
|  |                  | Fiorentina       | 1 | 2          | 3                |                  |  |         |             |             |             |             |  |            |       |       |
|  | Fiorentina       | Fiorentina       | 1 | 2          | 3                | 2                |  |         |             |             |             |             |  |            |       |       |
|  | Fiorentina       |                  |   |            |                  | 2                |  |         |             |             |             |             |  |            |       |       |
|  | Chievo Verona    | 0                |   |            |                  |                  |  |         |             |             |             |             |  |            |       |       |
|  | Chievo Verona    | 0                |   | Fiorentina | 2                |                  |  |         |             |             |             |             |  |            |       |       |
|  |                  |                  |   | Fiorentina | 2                |                  |  |         |             |             |             |             |  |            |       |       |
|  |                  | Siena            | 1 |            |                  |                  |  |         |             |             |             |             |  |            |       |       |
|  | Catania          | Siena            | 1 | 1          |                  |                  |  |         |             |             |             |             |  |            |       |       |
|  | Catania          |                  |   | 1          |                  |                  |  |         |             |             |             |             |  |            |       |       |
|  | Siena            | 4                |   |            |                  |                  |  |         |             |             |             |             |  |            |       |       |
|  | Siena            | 4                |   |            |                  |                  |  |         |             |             |             |             |  | Fiorentina | 1     |       |
|  |                  |                  |   |            |                  |                  |  |         |             |             |             |             |  | Fiorentina | 1     |       |
|  |                  | Napoli           | 3 |            |                  |                  |  |         |             |             |             |             |  |            |       |       |
|  | Roma             | Napoli           | 3 | 1          |                  |                  |  |         |             |             |             |             |  |            |       |       |
|  | Roma             |                  |   | 1          |                  |                  |  |         |             |             |             |             |  |            |       |       |
|  | Sampdoria        | 0                |   |            |                  |                  |  |         |             |             |             |             |  |            |       |       |
|  | Sampdoria        | 0                |   | Roma       | 1                |                  |  |         |             |             |             |             |  |            |       |       |
|  |                  |                  |   | Roma       | 1                |                  |  |         |             |             |             |             |  |            |       |       |
|  |                  | Juventus         | 0 |            |                  |                  |  |         |             |             |             |             |  |            |       |       |
|  | Juventus         | Juventus         | 0 | 3          |                  |                  |  |         |             |             |             |             |  |            |       |       |
|  | Juventus         |                  |   | 3          |                  |                  |  |         |             |             |             |             |  |            |       |       |
|  | Avellino         | 0                |   |            |                  |                  |  |         |             |             |             |             |  |            |       |       |
|  | Avellino         | 0                |   |            |                  |                  |  | Roma    | 3           | 0           | 3           |             |  |            |       |       |
|  |                  |                  |   |            |                  |                  |  | Roma    | 3           | 0           | 3           |             |  |            |       |       |
|  |                  | Napoli           | 2 | 3          | 5                |                  |  |         |             |             |             |             |  |            |       |       |
|  | Lazio            | Napoli           | 2 | 3          | 5                | 2                |  |         |             |             |             |             |  |            |       |       |
|  | Lazio            |                  |   |            |                  | 2                |  |         |             |             |             |             |  |            |       |       |
|  | Parma            | 1                |   |            |                  |                  |  |         |             |             |             |             |  |            |       |       |
|  | Parma            | 1                |   | Napoli     | 1                |                  |  |         |             |             |             |             |  |            |       |       |
|  |                  |                  |   | Napoli     | 1                |                  |  |         |             |             |             |             |  |            |       |       |
|  |                  | Lazio            | 0 |            |                  |                  |  |         |             |             |             |             |  |            |       |       |
|  | Napoli           | Lazio            | 0 | 3          |                  |                  |  |         |             |             |             |             |  |            |       |       |
|  | Napoli           |                  |   | 3          |                  |                  |  |         |             |             |             |             |  |            |       |       |
|  | Atalanta         | 1                |   |            |                  |                  |  |         |             |             |             |             |  |            |       |       |

### Octavos de final
18 de diciembre de 2013 al 15 de enero de 2014: los 8 clasificados de la Cuarta Ronda más los 8 restantes de la Serie A (Catania, Fiorentina, Juventus, Lazio, Milan, Napoli, Roma y Udinese) se eliminarán entre sí para definir los clasificados a cuartos de final.
| Equipo 1   | Resultado | Equipo 2       |
| ---------- | --------- | -------------- |
| Juventus   | 3 - 0     | Avellino       |
| Fiorentina | 2 - 0     | Chievo Verona  |
| Udinese    | 1 - 0     | Inter de Milán |
| Roma       | 1 - 0     | Sampdoria      |
| Lazio      | 2 - 1     | Parma          |
| Milan      | 3 - 1     | Spezia         |
| Catania    | 1 - 4     | Siena          |
| Napoli     | 3 - 1     | Atalanta       |

#### Juventus - Avellino
| 18 de diciembre de 2013 20:00 | Juventus                                     | 3:0 (3:0) | Avellino | Juventus Stadium, Turín                               |                                                       |
|                               | Giovinco 7' · Cáceres 17' · Quagliarella 35' |           |          | Asistencia: 17.716 espectadores Árbitro(s): M. Irrati | Asistencia: 17.716 espectadores Árbitro(s): M. Irrati |

#### Fiorentina - Chievo Verona
| 8 de enero de 2014 20:00 | Fiorentina                | 2:0 (2:0) | Chievo Verona | Estadio Artemio Franchi, Florencia                   |                                                      |
|                          | Joaquín 29' · Rebić 45+2' |           |               | Asistencia: 8.000 espectadores Árbitro(s): M. Irrati | Asistencia: 8.000 espectadores Árbitro(s): M. Irrati |

#### Udinese - Internazionale
| 9 de enero de 2014 20:00 | Udinese       | 1:0 (1:0) | Internazionale | Estadio Friuli, Udine                                   |                                                         |
|                          | Maicosuel 32' |           |                | Asistencia: 6.242 espectadores Árbitro(s): G. Calvarese | Asistencia: 6.242 espectadores Árbitro(s): G. Calvarese |

#### Roma - Sampdoria
| 9 de enero de 2014 17:00 | Roma         | 1:0 (1:0) | Sampdoria | Estadio Olímpico, Roma                                 |                                                        |
|                          | Torosidis 6' |           |           | Asistencia: 20.493 espectadores Árbitro(s): D. Tommasi | Asistencia: 20.493 espectadores Árbitro(s): D. Tommasi |

#### Lazio - Parma
| 14 de enero de 2014 20:00 | Lazio           | 2:1 (1:1) | Parma        | Estadio Olímpico, Roma                                  |                                                         |
|                           | Perea 25' 90+1' |           | Biabiany 43' | Asistencia: 7.000 espectadores Árbitro(s): A. Gervasoni | Asistencia: 7.000 espectadores Árbitro(s): A. Gervasoni |

#### Milan - Spezia
| 15 de enero de 2014 17:00 | Milan                                 | 3:1 (2:0) | Spezia        | Estadio San Siro, Milán                              |                                                      |
|                           | Robinho 28' · Pazzini 31' · Honda 47' |           | Ferrari 90+1' | Asistencia: 15.584 espectadores Árbitro(s): C. Russo | Asistencia: 15.584 espectadores Árbitro(s): C. Russo |

#### Catania - Siena
| 15 de enero de 2014 15:00 | Catania | 1:4 (1:1) | Siena                                                               | Stadio Angelo Massimino, Catania                      |                                                       |
|                           | Leto 4' |           | Paolucci 24' · Valiani 59' · Pulzetti 90+1' · Lorenzo Rosseti 90+3' | Asistencia: 4.000 espectadores Árbitro(s): S. Peruzzo | Asistencia: 4.000 espectadores Árbitro(s): S. Peruzzo |

#### Napoli - Atalanta
| 15 de enero de 2014 20:00 | Napoli                         | 3:1 (1:1) | Atalanta    | Estadio San Paolo, Nápoles                              |                                                         |
|                           | Callejón 15' 80' · Insigne 72' |           | De Luca 14' | Asistencia: 35.000 espectadores Árbitro(s): A. De Marco | Asistencia: 35.000 espectadores Árbitro(s): A. De Marco |

### Cuartos de final
21 al 29 de enero de 2014
| Equipo 1   | Resultado | Equipo 2 |
| ---------- | --------- | -------- |
| Milan      | 1 - 2     | Udinese  |
| Fiorentina | 2 - 1     | Siena    |
| Roma       | 1 - 0     | Juventus |
| Napoli     | 1 - 0     | Lazio    |

#### Milan - Udinese
| 22 de enero de 2014 20:00 | Milan        | 1:2 (1:0) | Udinese                   | Estadio San Siro, Milán                              |                                                      |
|                           | Balotelli 7' |           | Muriel 78' · N. López 86' | Asistencia: 10.227 espectadores Árbitro(s): M. Guida | Asistencia: 10.227 espectadores Árbitro(s): M. Guida |

#### Fiorentina - Siena
| 23 de enero de 2014 20:00 | Fiorentina               | 2:1 (1:0) | Siena          | Estadio Artemio Franchi, Florencia                        |                                                           |
|                           | Iličić 20' · Compper 75' |           | Giacomazzi 59' | Asistencia: 15.320 espectadores Árbitro(s): P. Giacomelli | Asistencia: 15.320 espectadores Árbitro(s): P. Giacomelli |

#### Roma - Juventus
| 21 de enero de 2014 19:45 | Roma         | 1:0 (0:0) | Juventus | Estadio Olímpico, Roma                                     |                                                            |
|                           | Gervinho 79' |           |          | Asistencia: 60.000 espectadores Árbitro(s): P. Tagliavento | Asistencia: 60.000 espectadores Árbitro(s): P. Tagliavento |

#### Napoli - Lazio
| 29 de enero de 2014 19:45 | Napoli      | 1:0 (0:0) | Lazio | Estadio San Paolo, Nápoles                           |                                                      |
|                           | Higuaín 82' |           |       | Asistencia: 42.130 espectadores Árbitro(s): L. Banti | Asistencia: 42.130 espectadores Árbitro(s): L. Banti |

### Semifinal
4 al 12 de febrero de 2014
| Equipo 1 | Agr.  | Equipo 2   | Ida | Vuelta |
| -------- | ----- | ---------- | --- | ------ |
| Udinese  | 2 - 3 | Fiorentina | 2-1 | 2-0    |
| Roma     | 3 - 5 | Napoli     | 3-2 | 3-0    |

#### Udinese - Fiorentina
| Ida; 4 de febrero de 2014 20:00 | Udinese                    | 2:1 (1:1) | Fiorentina | Estadio Friuli, Udine                               |                                                     |
|                                 | Di Natale 36' · Muriel 82' |           | Vargas 44' | Asistencia: 7.000 espectadores Árbitro(s): C. Russo | Asistencia: 7.000 espectadores Árbitro(s): C. Russo |

| Vuelta; 11 de febrero de 2014 20:00 | Fiorentina                 | 2:0 (1:0) | Udinese | Estadio Artemio Franchi, Florencia                   |                                                      |
|                                     | Pasqual 14' · Cuadrado 61' |           |         | Asistencia: 30.000 espectadores Árbitro(s): D. Massa | Asistencia: 30.000 espectadores Árbitro(s): D. Massa |

#### Roma - Napoli
| Ida; 5 de febrero de 2014 19:45 | Roma                             | 3:2 (2:0) | Napoli                              | Estadio Olímpico, Roma                                  |                                                         |
|                                 | Gervinho 13' 88' · Strootman 32' |           | De Sanctis 47' (a.g.) · Mertens 70' | Asistencia: 30.000 espectadores Árbitro(s): M. Bergonzi | Asistencia: 30.000 espectadores Árbitro(s): M. Bergonzi |

| Vuelta; 12 de febrero de 2014 20:00 | Napoli                                    | 3:0 (1:0) | Roma | Estadio San Paolo, Nápoles                            |                                                       |
|                                     | Callejón 33' · Higuaín 48' · Jorginho 51' |           |      | Asistencia: 40.000 espectadores Árbitro(s): G. Rocchi | Asistencia: 40.000 espectadores Árbitro(s): G. Rocchi |

## Final
Se disputó en Roma el 3 de mayo de 2014.
| Equipo 1   | Resultado | Equipo 2 |
| ---------- | --------- | -------- |
| Fiorentina | 1 – 3     | Napoli   |

| 1          | POR        | Neto               |     |
| 2          | DEF        | Gonzalo Rodríguez  |     |
| 15         | DEF        | Stefan Savić       |     |
| 23         | DEF        | Manuel Pasqual     | 56' |
| 40         | DEF        | Nenad Tomović      |     |
| 7          | MED        | David Pizarro      |     |
| 10         | MED        | Alberto Aquilani   | 83' |
| 66         | MED        | Juan Manuel Vargas |     |
| 20         | MED        | Borja Valero       |     |
| 17         | DEL        | Joaquín Sánchez    | 72' |
| 72         | DEL        | Josip Iličić       |     |
| Entrenador | Entrenador | Vincenzo Montella  |     |

| 25         | POR        | Pepe Reina          |     |
| 4          | DEF        | Henrique            |     |
| 21         | DEF        | Federico Fernández  |     |
| 31         | DEF        | Faouzi Ghoulam      |     |
| 33         | DEF        | Raúl Albiol         |     |
| 88         | MED        | Gökhan Inler        |     |
| 8          | MED        | Jorginho            |     |
| 17         | MED        | Marek Hamšík        | 63' |
| 24         | DEL        | Lorenzo Insigne     | 81' |
| 7          | DEL        | José María Callejón |     |
| 9          | DEL        | Gonzalo Higuaín     | 70' |
| Entrenador | Entrenador | Rafa Benítez        |     |

| 14 | MED | Matías Fernández | 56' |
| 49 | DEL | Giuseppe Rossi   | 72' |
| 32 | DEL | Alessandro Matri | 83' |

| 14 | DEL | Dries Mertens | 63' |
| 19 | DEL | Goran Pandev  | 70' |
| 19 | MED | Valon Behrami | 81' |

| Anotado | 28' | Juan Manuel Vargas | 1–2 |

| Anotado | 11'   | Lorenzo Insigne | 0–1 |
| Anotado | 17'   | Lorenzo Insigne | 0–2 |
| Anotado | 90+2' | Dries Mertens   | 1–3 |

| Amonestado | 10' | Borja Valero     |
| Amonestado | 40' | Josip Iličić     |
| Amonestado | 48' | Nenad Tomović    |
| Amonestado | 65' | Matías Fernández |

| Amonestado | 36' | Raúl Albiol  |
| Amonestado | 50' | Gökhan Inler |
| Amonestado | 81' | Pepe Reina   |

|  |

| Otorgado · Otorgado otra vez · Expulsado | 79' | Gökhan Inler |

| Árbitro             | Daniele Orsato |
| Árbitros asistentes | Di Liberatore  |
| Árbitros asistentes | Padovan        |
| Cuarto Árbitro      | Massa          |

| 1          | POR        | Neto               |     |
| 2          | DEF        | Gonzalo Rodríguez  |     |
| 15         | DEF        | Stefan Savić       |     |
| 23         | DEF        | Manuel Pasqual     | 56' |
| 40         | DEF        | Nenad Tomović      |     |
| 7          | MED        | David Pizarro      |     |
| 10         | MED        | Alberto Aquilani   | 83' |
| 66         | MED        | Juan Manuel Vargas |     |
| 20         | MED        | Borja Valero       |     |
| 17         | DEL        | Joaquín Sánchez    | 72' |
| 72         | DEL        | Josip Iličić       |     |
| Entrenador | Entrenador | Vincenzo Montella  |     |

| 25         | POR        | Pepe Reina          |     |
| 4          | DEF        | Henrique            |     |
| 21         | DEF        | Federico Fernández  |     |
| 31         | DEF        | Faouzi Ghoulam      |     |
| 33         | DEF        | Raúl Albiol         |     |
| 88         | MED        | Gökhan Inler        |     |
| 8          | MED        | Jorginho            |     |
| 17         | MED        | Marek Hamšík        | 63' |
| 24         | DEL        | Lorenzo Insigne     | 81' |
| 7          | DEL        | José María Callejón |     |
| 9          | DEL        | Gonzalo Higuaín     | 70' |
| Entrenador | Entrenador | Rafa Benítez        |     |

| 14 | MED | Matías Fernández | 56' |
| 49 | DEL | Giuseppe Rossi   | 72' |
| 32 | DEL | Alessandro Matri | 83' |

| 14 | DEL | Dries Mertens | 63' |
| 19 | DEL | Goran Pandev  | 70' |
| 19 | MED | Valon Behrami | 81' |

| Anotado | 28' | Juan Manuel Vargas | 1–2 |

| Anotado | 11'   | Lorenzo Insigne | 0–1 |
| Anotado | 17'   | Lorenzo Insigne | 0–2 |
| Anotado | 90+2' | Dries Mertens   | 1–3 |

| Amonestado | 10' | Borja Valero     |
| Amonestado | 40' | Josip Iličić     |
| Amonestado | 48' | Nenad Tomović    |
| Amonestado | 65' | Matías Fernández |

| Amonestado | 36' | Raúl Albiol  |
| Amonestado | 50' | Gökhan Inler |
| Amonestado | 81' | Pepe Reina   |

|  |

| Otorgado · Otorgado otra vez · Expulsado | 79' | Gökhan Inler |

| Árbitro             | Daniele Orsato |
| Árbitros asistentes | Di Liberatore  |
| Árbitros asistentes | Padovan        |
| Cuarto Árbitro      | Massa          |

|                |
|                |
| Campeón Napoli |
| 5º título      |

## Goleadores
A continuación se listan los goleadores del torneo. En caso de empate se anuncia primero el que antes consiguiese anotar la cifra en cuestión.
| José Callejón                           | Napoli         | 3 |
| Lorenzo Insigne                         | Napoli         | 3 |
| Giuseppe De Luca                        | Atalanta       | 3 |
| Osarimen Ebagua                         | Spezia         | 3 |
| Gervinho                                | Roma           | 3 |
| Felice Evacuo                           | Benevento      | 3 |
| Marco Sansovini                         | Novara         | 3 |
| Gonzalo Higuaín                         | Napoli         | 2 |
| Juan Manuel Vargas                      | Fiorentina     | 2 |
| Luigi Castaldo                          | Avellino       | 2 |
| Daniel Ciofani                          | Frosinone      | 2 |
| Manolo Gabbiadini                       | Sampdoria      | 2 |
| Marko Livaja                            | Atalanta       | 2 |
| Luis Muriel                             | Udinese        | 2 |
| Riccardo Maniero                        | Pescara        | 2 |
| Rodrigo Palacio                         | Internazionale | 2 |
| Brayan Perea                            | Lazio          | 2 |
| Gianni Munari                           | Parma          | 2 |
| Federico Gerardi                        | Reggina        | 2 |
| Stefano Giacomelli                      | Vicenza        | 2 |
| Última actualización: 3 de mayo de 2014 |                |   |